# Juliusz Stadnicki
Juliusz (Julian) Napoleon Stadnicki herbu Szreniawa bez Krzyża (ur. 17 kwietnia 1806 w Potoku, zm. 11 marca 1863 w Radawcu) – polski ziemianin, rosyjski urzędnik, powstaniec listopadowy.

## Życiorys
Po ukończeniu studiów prawniczych na Królewskim Uniwersytecie Warszawskim i aplikacji w kancelarii namiestnika, otrzymał w 1826 roku stopień magistra administracji. Od 1827 roku pracował jako sekretarz adiunkt w Radzie Administracyjnej, a w 1829 roku został mianowany kamerjunkrem dworu cara Mikołaja I. W tymże roku objął stanowisko sekretarza referenta Komisji Rządowej Wyznań Religijnych i Oświecenia Publicznego. Pomagał tam Stanisławowi Grabowskiemu w Wydziale Cenzury. 28 października 1830 roku awansował na stanowisko sekretarza prezydialnego w tejże Komisji. 28 grudnia tego roku, po wybuchu powstania listopadowego został zdymisjonowany i w styczniu 1831 roku podjął służbę w wojskach powstańczych w stopniu porucznika. W bitwie pod Olszynką Grochowską był ranny w nogę i 26 maja ciężko ranny w pierś w czasie bitwy pod Ostrołęką. 9 czerwca został odznaczony Złotym Krzyżem Orderu Virtuti Militari i wyjechał na wieś, a potem do Krakowa leczyć rany.
Po amnestii w 1832 roku złożył przed rezydentem rosyjskim w Krakowie przysięgę na wierność carowi, dzięki czemu odzyskał godność kamerjunkra, jednak już nie angażował się w działalność polityczną.
W 1836 roku, po ślubie, osiadł w należących do żony Osmolicach, gdzie prowadził gospodarstwo i założył tartak.
W 1842 roku odziedziczył po Urszuli z Ustrzyckich Tarnowskiej pałac przy Krakowskim Przedmieściu w Warszawie (nr 388). Sprzedał ten pałac w 1843 roku Józefowi Oranowskiemu. 
Starał się w Heroldii Królestwa Polskiego o nadanie tytułu hrabiowskiego, jednak bez rezultatu (rodzina Stadnickich uzyskała austriacki tytuł hrabiowski w 1873 roku). 
W 1847 roku został skreślony z listy kamerjunkrów. Od 1858 roku rozwinął działalność społeczną, działał w Towarzystwie Rolniczym, był prezesem powiatowej komisji ds. oczynszowania, był przewodniczącym (w latach 1861–1862) Rady Opiekuńczej Zakładów Dobroczynnych powiatu lubelskiego.
Po śmierci na serce w marcu 1863 roku został pochowany w grobie rodzinnym w Bychawce.

## Życie prywatne
Był synem Antoniego Stadnickiego starosty zatorskiego i jego drugiej żony, Anieli z domu Trileskiej; miał dwie siostry: Marię i Henrykę.
W 1836 roku ożenił się we Lwowie z Marią Teklą Urszulą Grabowską, córką Tomasza Grabowskiego, z którą miał czworo dzieci:
- Stanisława (ur. w 1836), który ożenił się z Jadwigą hr. Badeni h. Bończa, córką Władysława Badeni
- Tomasza
- Jana Nepomucena (ur. w 1843), ojca Karola Andrzeja Stadnickiego i
- Jadwigę Marię (ur. w 1845), która wyszła za Adama Józefa Feliksa Fredro-Bonieckiego h. Bończa.